# Meiotic Drive
Meiotic Drive oder Segregation Distortion, selten auch Meiotischer Drive, bezeichnet eine Abweichung von der zweiten mendelschen Regel der Vererbung, der Spaltungs- oder Segregationsregel, und teils auch vom gewöhnlichen Ablauf der Meiose.  Während im Regelfall homologe Gene (Allele) bzw. homologe Chromosomen in gleicher Häufigkeit in die Geschlechtszellen (Gameten) gelangen, sind Gene oder Chromosomen(abschnitte), welche einen Drive aufweisen, in den funktionsfähigen Gameten überrepräsentiert, was häufig auch zur Folge hat, dass diese Chromosomen oder Allele überproportional an die Nachkommen weitergegeben werden. Gut untersuchte Beispiele sind das SD-System (segregation distorter) bei der Fruchtfliege Drosophila melanogaster, die t-Haplotypen (transmission ratio distortion) bei der Hausmaus und das spore killer-System (Sk) bei Schimmelpilzen der Gattung Neurospora. Die Bezeichnung meiotic drive schlugen Larry Sandler und Edward Novitski 1957 vor.
Der Drive kann an ganzen Chromosomen oder an einzelnen Genen ansetzen und wird entsprechend als chromosomaler oder genetischer Drive bezeichnet. Der chromosomale Drive tritt gewöhnlich im weiblichen Geschlecht auf, wo generell nur eines der vier Teilungsprodukte der Meiose, zumeist als Eizelle bezeichnet, überlebt. Hier basiert der Drive darauf, dass ein bestimmtes Chromosom aufgrund seiner Größe oder einer anderen strukturellen Eigenschaft bevorzugt in die Eizelle gelangt (siehe Nicht-zufällige Segregation von Chromosomen). Der genische Drive hingegen tritt im männlichen Geschlecht auf, wo sich gewöhnlich alle vier Teilungsprodukte zu funktionsfähigen Gameten entwickeln. Er beruht auf einer Störung der Entwicklung (Dysfunktion) derjenigen Gameten, welche das betreffende Gen nicht besitzen. Die molekulare Grundlage des genischen Drives ist zumeist eine Wechselwirkung zwischen einem Drive- oder Distorter-Gen in den profitierenden Gameten und einem Target- oder Responder-Gen in den benachteiligten. Außer dem Distorter-Gen selbst unterliegen auch andere auf demselben Chromosom liegende Gene dem Drive, sofern sie nicht durch Crossing-over von ersterem getrennt werden.
Während der chromosomale Drive grundsätzlich eine bevorzugte Weitergabe (Transmission) des betreffenden Chromosoms an die Nachkommen zur Folge hat, ist der genische Drive mit einer Reduktion der Anzahl der funktionsfähigen Gameten verbunden, und die absolute Anzahl der funktionellen Gameten, welche das Distorter-Gen und mit diesem gekoppelte Gene enthalten, bleibt unverändert. Daher führt der genische Drive nur dann zu einer erhöhten Transmission, wenn die Reduktion der Fruchtbarkeit infolge der verringerten Anzahl funktioneller Gameten sich weniger stark auswirkt als die erhöhte relative Präsenz der betreffenden Allele. Das ist insbesondere bei Organismen mit eher monogamem Paarungsverhalten der Fall.
Chromosomen oder Chromosomensegmente, die bei Heterozygotie gegenüber ihren Homologen bevorzugt transmittiert werden, die also einen Drive aufweisen, sind schon seit 1928 bekannt und bei Eukaryoten weit verbreitet. Die zahlreichen bekannten Beispiele reichen von Blütenpflanzen über Pilze und Insekten bis zum Menschen. Wie häufig das Phänomen ist, bleibt allerdings unklar, da der Nachweis recht aufwendig ist und insbesondere moderate Ausprägungen kaum auffallen.